# Nemegye község
Nemegye románul: Nimigea, község Romániában, Erdélyben, Beszterce-Naszód megyében.

## Fekvése
Naszódtól délnyugatra található.

## Története
Nemegye (Nimigea) község Beszterce-Naszód megyében. Nyolc falu: Virágosberek (Florești), Oláhnémeti (Mintiu), Mittye (Mititei), Szamosmakód (Mocod), Szamosmagasmart (Mogoșeni), Magyarnemegye (Nimigea de Jos), Oláhnemegye (Nimigea de Sus)   és Tóhát (Tăure) tartozik hozzá.
1850-ben 4150 lakosából 3292 román, 481 magyar, 711 egyéb volt.
2002-ben 5522 lakosából 4385 román, 820 magyar, 630 egyéb volt.